# Christiane Hebold
Christiane Hebold, más conocida como Bobo (Hohenthurm, 11 de mayo de 1966), es una cantante alemana, vocalista del grupo Bobo in White Wooden Houses. También ha contribuido en los coros de canciones del grupo de metal industrial Rammstein.

## Trabajos
Hija de un sacerdote luterano, a los 13 años fundó su primera banda de chicas. Posteriormente estudió canto en la Escuela Superior de Música Franz Liszt Weimar de Weimar. 
En 1990, Bobo formó la banda Bobo in White Wooden Houses con Frank Heise, a la postre guitarrista de la banda. La formación original incluía a Axel "Lexa" Schäfer en el bajo (hasta 1995 y nuevamente desde 2007) y Ulli Lange en la batería (hasta 1992). El mismo año de su creación, el grupo ganó el concurso de bandas de Leipzig, convirtiéndose en la primera banda de música pop de la República Democrática de Alemania que alcanzaba cierta notoriedad tras la caída del Muro de Berlín.
En 1995, el suicidio de Heise hizo que la banda pensara seriamente retirarse de la escena, tomándose un largo descanso hasta que decidieron retomar la música en 2004.
Alejada de su grupo, Hebold comenzó a participar con diversos grupos siendo la segunda voz o haciendo los coros en varias canciones de los también alemanes Rammstein. Su primera colaboración juntos vino con el sencillo Engel, publicado en el disco Sehnsucht (1997). Además de la versión de estudio, en los primeros conciertos en los que se dio a conocer la canción el grupo invitó a Hebold al escenario para hacer las voces en directo.
También se la puede escuchar en Nebel, del álbum Mutter (2001). En 2005, volvía a colaborar con Rammstein en su quinto disco de estudio Rosenrot, para los coros de la canción Stirb nicht vor mir. La versión original del disco, en alemán, no llegó al corte final, pasando en el disco a estar en inglés, donde ella también pone los coros para la versión titulada Don't die before I do.

## Discografía

### Bobo in White Wooden Houses
- Bobo in White Wooden Houses (1992)
- Passing Stranger (1993)
- Cosmic Ceiling (1995)
- Mental Radio (2007)
- Transparent (2010)

### Otros proyectos
- Glow (1996), como Bobo & The London Session Orchestra
- Alaska (1998), como Bobo
- Licht (2001), Saal Drei junto a Bobo
- Volkslieder (2004), como Bobo
- Liederseelen (2013), como Bobo & Herzfeld